# Akodon philipmyersi
Akodon philipmyersi (Акодон Маєрса) — вид мишоподібних гризунів підродини Sigmodontinae (Сигмазубових).

## Етимологія
Вид названий на честь відомого теріолога Філіпа Маєрс з Музею зоології Університету Мічиган та великого вкладника в Animal Diversity Web. Філіп Маєрс зробив значний внесок у визначенні відносини між членами роду Akodon. 

## Поширення
На південь від провінції Місьйонес в Аргентині. Знаходиться в на краю джунглів у луках.

## Загрози та охорона
Навколишньому середовищу дуже загрожує існування сільськогосподарської діяльності. Не знайдений в захищеній області.